# صلبة (قبيلة)
قبيلة الصلبة أو الصُليّب هي قبيلة عربية كنانية خندفية مضرية عدنانية. اُشتهرت قبيلة الصلبة بصناعة الأدوية والطبابة ولديهم الدراية بمواطن الماء والآبار وهم من البدو الرحل. يسكنون الأباطح والرمال في جزيرة العرب من الحجاز وتهامة.

## نسب قبيلة صلبة
تنتسب قبيلة صلبة إلى:
- الصلب بن وهب بن ناقل من بني سامة بن لؤي بن غالب بن فهر بن مالك بن النضر بن كنانة بن خزيمة بن مدركة بن إلياس بن مضر بن نزار بن معد بن عدنان.[2][3]

وقال الشاعر راشد الخلاوي:

## ذكرهم في كتب الأنساب
- قال الإمام ابن حجر العسقلاني  في كتابه «تبصير المنتبه بتحرير المشتبه»: ((الصلبي، بالضم وسكون اللام ثم باء موحدة، نسبة إلى صلب بن عبد الله بن وهب من بني سامة بن لؤي.))[4]
- وقال الإمام جلال الدين  السيوطي في كتابه "لب اللباب في تحرير الأنساب، باب الصاد واللام:" الصلبي" بضم الصاد المهملة، وسكون اللام وفي آخرها الباء الموحدة: ((هذه النسبة إلى الصلب بن وهب بن ناقل من بني سامة بن لؤي بن غالب))[5]
- وقال الإمام السمعاني المروزي في كتابه «الأنساب»: الصُّلْبي؛ بضم الصاد المهملة وسكون اللام وفي آخرها الباء، هذه النسبة إلى صلب، وهو بطن من بني سامة بن لؤيّ، وهو الصلب ابن وهب بن ناقل، من بني سامة بن لؤيّ.[6]

## في الشعر
ذكرهم الشاعر راشد الخلاوي في عدة أبيات منها:

## المجتمع
ذكر الرحالة الغربيون أن قبيلة الصُلبة كانت تتميز بملامح جسدية مختلفة عن العرب الآخرين، وغالبًا ما كانت عيونهم وشعرهم أفتح. تحدثوا بلغة عربية مميزة تحتوي على العديد من الكلمات الحصرية في لهجتهم. كان البدو يميزون عادةً بين قبيلة الصُلبة ومجموعات الهتيميين الأخرى، إذ كانت قبيلة الصُلبة مستقلة على عكس الهتيم، ولم تحتاج إلى الحماية من البدو. كان البدو العرب يحتقرون قبيلة الصُلبة ويعتبرونهم رجالًا بلا شرف وأدنى منهم. أكسبتهم معرفتهم العميقة بالصحراء لقب أبو الخلا (آباء المساحات الفارغة).
مارست قبيلة الصُلبة مهنًا مثل النجارة والعمل بالمعادن والجلود. عُرفوا أيضًا بالعرافين والسحرة، فضلًا عن الموسيقيين والشعراء. كان البدو يقدرون معرفتهم بالصحراء، وكثيرًا ما كانوا يستأجرونهم ككشافة، ويعتمدون عليهم لعلاج حيواناتهم، إلا أنهم لم يقدروهم بشكل عام، وكثيرًا ما كانوا ينظرون إليهم بازدراء، وذلك على الرغم من اعتمادهم عليهم. لم تشارك قبيلة الصُلبة في النهب، على عكس المجموعات البدوية الأخرى من الهتيمي والبدو، وكان يُنظر إليهم على أنهم محايدون، ولم يتعرضوا للنهب إلا في حالات نادرة. قُبِلت ضيافتهم على الرغم من وضعهم الاجتماعي المتدني، وخاصة عندما كان المحارب مريضًا أو جريحًا، إذ كانوا مشهورين بالمعالجة.
استقرت قبيلة الصُلبة خلال الربيع بالقرب من مستوطنات البدو وعاشوا على حليب ماشيتهم. كانوا يتجولون في أعماق الصحراء في الصيف برفقة الحمير البرية فقط، ويعيشون على الصيد. امتلكت الصُلبة بعض المنحدرات الجبلية والوديان في الصحراء، وكان الشباب يقدمون أجزاء من أراضيهم للصيد كمهر لعائلة العرائس.
التزم عدد قليل من قبيلة الصُلبة بالدين، على الرغم من كونهم مسلمين، ويبدو أنهم احتفظوا ببعض معتقداتهم التقليدية، إذ كانوا يعبدون صخرة الولي أبو رزومة الواقعة في الصحراء السورية، وكان شعارهم، الذي كان يظهر في الاحتفالات، عبارة عن صليب ملفوف بثوب. نُظِرَ إليهم على أنهم كفار (غير مسلمين) وعانوا من هجمات الوهابيين، ومذبحة سيئة السمعة في وادي عرعر.

## السكان
من الصعب تقدير أعداد قبيلة الصُلبة بشكل واضح نتيجة لانتشارهم على مساحة جغرافية كبيرة، إذ كان إجمالي عددهم 3000 في عام 1898، ويُعتقد أن حوالي 1700 منهم منتشرين في الصحراء السورية. تُظهر السجلات العثمانية وجود حوالي 500 شخص من قبيلة الصُلبة في منطقة الموصل. استمرت أعدادهم في التناقص في القرن العشرين، وقُتِل العديد منهم على يد الوهابيين أثناء تمرد الإخوان، ولكن الملك عبد العزيز آل سعود قد عوضهم. وُظِّفَ العديد من قبيلة الصُلبة في الجيوش العراقية والأردنية والكويتية كمتعقبين محترمين بعد الحرب العالمية الثانية، واستقروا وغيرهم من البدو في مراكز حضرية جديدة على طول خطوط الأنابيب بعد اكتشاف النفط، وأصبح العديد منهم مرتبطين بالقبائل العربية حيث استقروا، بينما حافظ البعض الآخر على هويتهم.